# Cộng hòa Ireland (1919–1922)
Cộng hòa Ireland (tiếng Anh: Irish Republic, tiếng Ireland: Saorstát Éireann ) là tuyên bố nhà nước độc lập của Vương quốc Anh trong lễ Phục sinh tăng của năm 1916 và thành lập năm 1919 bởi Dáil đầu tiên. Nó chỉ tồn tại trong Chiến tranh giành độc lập Ireland 1919-1922 giữa Quân đội Cộng hòa Ireland và các lực lượng của Vương quốc Anh.

## Lịch sử
Nó tồn tại trong Chiến tranh giành độc lập Ireland giữa Quân đội Cộng hòa Ireland và các lực lượng Anh từ 1919 đến 1922. Nó chính thức chấm dứt tồn tại sau khi Hiệp ước Anh-Ireland, kết thúc chiến tranh năm 1922, được phê chuẩn. Trong số 32 hạt, thì 26 hạt trở thành Nhà nước tự do Ireland và 6 quận còn lại vẫn ở Vương quốc Liên hiệp Anh và Bắc Ireland.
Để ngăn chặn đề nghị rằng Cộng hòa Ireland bao gồm toàn bộ đảo Ireland, một số nhà báo và chính trị gia gọi là Ireland Irish Republic (cộng hòa Ireland) ngày nay. Những người khác chỉ đơn giản sử dụng nó như một từ viết tắt. Tuy nhiên, như tên của một quốc gia hiện đại, "Cộng hòa Ireland" là không chính xác. "Đạo luật Ailen 1949" (một dự luật được Quốc hội Anh thông qua) thay thế "Cộng hòa Ireland" bằng Éire là danh hiệu chính thức của Anh cho Ireland. Irish Republic không có tư cách luật pháp quốc tế ngày nay. Đại sứ quán Ireland sẽ chấp nhận thông tin là The Embassy of Ireland hoặc The Embassy of the Republic of Ireland nghĩa là "Đại sứ quán Cộng hòa Ireland", nhưng sẽ không chấp nhận "Embassy of Ireland". Việc tiếp tục sử dụng thuật ngữ này cũng ngụ ý chấp nhận quan điểm của Sinn Féin rằng Hiệp ước Anh-Ireland là không hợp lệ và chính phủ cách mạng vẫn tồn tại.